# Filipponio
Filipponio, all'anagrafe Donato Filipponio (Milano, 1944 – 29 aprile 1995), è stato un cantautore e musicista italiano che ha avuto un momento di notorietà nella seconda metà degli anni settanta e nella prima metà dei successivi anni ottanta. Ha inciso per la Polydor, la Fonit Cetra e per la CGD.

## Biografia
Era nato da madre greca e padre pugliese. Dotato di voce roca e di una intonazione che lo faceva assomigliare a Piero Ciampi, a Paolo Conte e al primo Franco Califano, si rifaceva a certa canzone d'autore francese, avendo in Charles Aznavour e in Jacques Brel (di cui ha inciso due cover in italiano, Non andare via e La canzone degli amanti) un punto di riferimento preciso in termini di ispirazione.
Ha inciso alcuni 33 e 45 giri, ed alcune canzoni sono rimaste nel repertorio musicale italiano, come Pazzo non amore mio, Per chi vuol capire, Diventi amore, Controvento, Una sigaretta fumata in due, incisa per l'etichetta discografica di Federico Monti Arduini, conosciuto come Il Guardiano del Faro.
Ha inciso anche Un anno d'amore, cover di una canzone di Nino Ferrer portata al successo da Mina.
Due sue canzoni - Non è un'ora e Che presuntuoso questo cuore - sono state scritte insieme a Giuni Russo e Maria Antonietta Sisini, mentre Partire oltre amore, Pittori di talento e Teatro a 10 lire, scritte, solo insieme a Maria Antonietta Sisini. La voce nel brano Partire oltre amore, è di Giuni Russo, che compare nei cori.
Altri motivi da lui composti sono: Come neve quando tocca il mare, Tattica N.3, L'unica, Tu che fai, rimani?, Tre giorni di ferie al volo, Dialogo alla vita, Pittori di talento, Tu mi confondi, Il gioco della torre, Ladri, Silvia e Andrea, L'avventuriero, Disamore, Fuoco, Non una corda al cuore.
Non c'è una conferma ufficiale, sulla data e sulla morte di Donato Filipponio. Secondo i vari fan, Filipponio muore intorno al 1995, a causa dell'AIDS. È sepolto al cimitero nuovo di Cinisello Balsamo.

## Partecipazioni al Festivalbar
- 1978 - con L'avventuriero (Festivalbar DiscoVerde);
- 1985 - con Love italiano.

## Discografia

### Album
- 1975: Amore mio, amore mio (Polydor)
- 1976: Una sigaretta fumata in due (FMA, ZSLFM 55781)
- 1977: Per chi vuol capire... (Fonit Cetra, LPX 60)
- 1979: Diventi amore (CGD, CGD 20125)
- 1980: Sensazioni precise (Fonit Cetra, LPX 84)
- 1983: Filipponio 5 (Fonit Cetra)
- 1985: Love italiano (CGD/Full Time, FTM 31735)
- 1986: Sintesi (CGD/Full Time)
- 1990: Un amore speciale

### Singoli
- 1975: Amore mio, amore mio/Dell'amore cosa vuoi (Polydor, 2060 090)
- 1976: Non mi arrendo più/Ti amo, amore (FMA, ZFM 50405)
- 1977: Pazzo non amore mio/Per chi vuol capire... (Fonit Cetra, SPF 31323)
- 1978: L'avventuriero/Disamore (Fonit Cetra, SP 1683)
- 1979: Diventi amore/Parigi Londra New York (CGD, 10159)
- 1980: Partire oltre amore/Tu che fai, rimani? (Fonit Cetra, SP 1735)
- 1981: Controvento/Un anno d'amore (Fonit Cetra, SP 1753)
- 1982: Ma chi sei?/Probabile amore (Fonit Cetra, SP 1782)
- 1985: Love italiano/Love italiano (dance) (CGD/Full Time, FTM 31049)
- 1986: All'arrembaggio/All'arrembaggio (strumentale) (CGD/Full Time, SP 31545)

### Album pubblicati fuori dall'Italia
- 1985: Love italiano (Barclay, 883 072; pubblicato in Francia)
- 1986: Amor italiano (Full Time, 7518; pubblicato in Argentina, versione in spagnolo di Love italiano)

### Singoli pubblicati fuori dall'Italia
- 1985: Love italiano/Love italiano (dance) (Bellaphon, 100-07-333; pubblicato in Germania Ovest)
- 1986: All'arrembaggio/All'arrembaggio (strumentale) (Bellaphon, 100-19-02; pubblicato in Germania Ovest)